# Rudiment
Rudiment er et organ, en legemsdel, funktion eller adfærd, der er ufuldstændigt udviklet eller et levn fra et tidligere udviklingstrin. I mennesket ses det eksempelvis med halebenet og visdomstænder, og f.eks. med fuglevinger hos ikke-flyvende fugle, som forskellige strudsefugle og den uddøde dronte. I visse tilfælde kan nye funktioner delvis have erstattet de originale.